# Roberto Scalio
Roberto d'Altavilla, detto Scalio (1068 – aprile 1110), fu terzo e il minore dei figli maschi di Roberto il Guiscardo, duca di Puglia e Calabria, e della sua seconda moglie Sichelgaita di Salerno.

## Biografia
Si hanno poche testimonianze certe della vita di Roberto. Pare abbia servito a fianco del fratellastro Beomondo nella sua campagna nei Balcani del 1084-1085. Fu fedele al fratello maggiore Ruggero Borsa quando questi fu nominato successore del Guiscardo alla guida del ducato di Puglia e Calabria.
Il nome di Roberto Scalio compare in alcuni documenti di Ruggero sottoscritti da lui. Morì ad aprile del 1110.

## Ascendenza
|                         |                          |                          | Genitori                 |  |  | Nonni |  |  | Bisnonni |  |  | Trisnonni |  |
|                         |                          |                          |                          |  |  |       |  |  | …        |  |  | …         |  |
|                         |                          |                          |                          |  |  |       |  |  | …        |  |  | …         |  |
|                         |                          | …                        |                          |  |  |       |  |  | …        |  |  |           |  |
| Tancredi d'Altavilla    |                          |                          |                          |  |  |       |  |  | …        |  |  |           |  |
|                         |                          | …                        | …                        |  |  |       |  |  |          |  |  |           |  |
|                         |                          | …                        | …                        |  |  |       |  |  |          |  |  |           |  |
|                         |                          | …                        | …                        |  |  |       |  |  |          |  |  |           |  |
| Roberto il Guiscardo    |                          | …                        |                          |  |  |       |  |  |          |  |  |           |  |
|                         |                          | …                        | …                        |  |  |       |  |  |          |  |  |           |  |
|                         |                          | …                        | …                        |  |  |       |  |  |          |  |  |           |  |
|                         |                          | …                        | …                        |  |  |       |  |  |          |  |  |           |  |
| Fredesenda              |                          | …                        |                          |  |  |       |  |  |          |  |  |           |  |
|                         |                          | …                        | …                        |  |  |       |  |  |          |  |  |           |  |
|                         |                          | …                        | …                        |  |  |       |  |  |          |  |  |           |  |
|                         |                          | …                        | …                        |  |  |       |  |  |          |  |  |           |  |
| Roberto Scalio          |                          | …                        |                          |  |  |       |  |  |          |  |  |           |  |
|                         | Guaimario III di Salerno | Giovanni II di Salerno   |                          |  |  |       |  |  |          |  |  |           |  |
|                         | Guaimario III di Salerno | Giovanni II di Salerno   |                          |  |  |       |  |  |          |  |  |           |  |
|                         | Guaimario III di Salerno | …                        |                          |  |  |       |  |  |          |  |  |           |  |
| Guaimario IV di Salerno | Guaimario III di Salerno |                          |                          |  |  |       |  |  |          |  |  |           |  |
|                         |                          | Gaitelgrima di Benevento | Pandolfo II di Benevento |  |  |       |  |  |          |  |  |           |  |
|                         |                          | Gaitelgrima di Benevento | Pandolfo II di Benevento |  |  |       |  |  |          |  |  |           |  |
|                         |                          | Gaitelgrima di Benevento | …                        |  |  |       |  |  |          |  |  |           |  |
| Sichelgaita di Salerno  |                          | Gaitelgrima di Benevento |                          |  |  |       |  |  |          |  |  |           |  |
|                         |                          | Landolfo di Capua        | …                        |  |  |       |  |  |          |  |  |           |  |
|                         |                          | Landolfo di Capua        | …                        |  |  |       |  |  |          |  |  |           |  |
|                         |                          | Landolfo di Capua        | …                        |  |  |       |  |  |          |  |  |           |  |
| Gemma di Capua          |                          | Landolfo di Capua        |                          |  |  |       |  |  |          |  |  |           |  |
|                         |                          | …                        | …                        |  |  |       |  |  |          |  |  |           |  |
|                         |                          | …                        | …                        |  |  |       |  |  |          |  |  |           |  |
|                         |                          | …                        | …                        |  |  |       |  |  |          |  |  |           |  |
|                         |                          | …                        |                          |  |  |       |  |  |          |  |  |           |  |